# Danijel Popović (glazbenik)
Daniel Popović (Podgorica, 29. listopada 1955.) je crnogorsko-belgijski-hrvatski glazbenik. Pjevač je, gitarist, skladatelj, aranžer, tekstopisac. Pjevačku je karijeru započeo u Crnoj Gori a karijeru je nastavio stvarati u Hrvatskoj, u Zagrebu, u kojem je živio od 1980. do 2016., gdje je bio uspješan i kao studijski glazbenik.

## Životopis
Rodio se 1955. godine u Crnoj Gori, u Podgorici, od oca doktora pedijatrije Filipa M. Popovića Crnogorca i majke pianistice Belgijanke.
1972. g. u tadašnjem Titogradu na Titogradskom proljeću osvoji 1 mjesto za interpretaciju i 1 mjesto za svoju vlastitu kompoziciju "Plači" kao debitant. Slijede festivali Jajce 1972., te festival u Maglaju 1973. g. 
1975. g. u Opatiji, kao predstavnik Crne Gore izvodi pjesmu Mihajla Asića "Dječak kao da vijek ima". Sljedeće 1976. je nastupio u Opatiji sa sastavom Entuzijasti, s kompozicijom Tončija Petrovića "Kotorske ulice". U Opatiji mu grupa Ambasadori iz Sarajeva nude suradnju ali se u razgovor umiješa Tomislav Bašić iz Tv Titograd i slaže Ambasadore da Daniel ima potpisan ugovor s TV Titograd a kako Daniel nema iskustva na Estradi i biva prevaren jer nije imao potpisan ugovor s istim. Ovakve intrige i spletke ga prate kroz cijelu njegovu karijeru pa i danas. Predsjednik Estrade Aleksandar Buić pozove Đorđa Novkovića i zamoli ga da primi Daniela i da ga čuje kako pjeva. Đorđe je bio oduševljen njegovim pjevanjem i tako Daniel započne suradnju s Đorđem. Na nagovor Đorđa Novkovića pristane da zamijeni člana (gitaristu-Srebrnih krila) Davora Jelavića na kratko vrijeme, ubrzo nakon odrađenih proba s Krilima odlazi u Beograd s vlakom kako bi predstavili javnosti nove članove benda. Termin je bio u 11 h na Tv Beograd. Na snimanje je došao, samo Daniel a od Srebrnih Krila ni traga ni glasa. Ekipa televizije je bila užasno ogorčena i ljuta zbog takvog njihovog neodgovornog, indolentnog, prepotentnog te neprofesionalnog odnosa i do Daniela i do televizije. Kada se vratio u hotel Daniel je odlučio da tome napravi kraj pa je nazvao Đorđa u Zagreb i priopćio mu svoju odluku. Đorđe je probao svojim autoritetom utjecati na Danielovu odluku ali Daniel se tome oštro suprotstavio na što je Đorđe odgovorio "znao sam da to neće biti izvedivo". Napustivši isti dan Beograd kao da mu je pao kamen sa srca jer probe s bendom i nisu bile probe već klasično maltretiranje i iživljavanje nad novim članovima. Daniel je dolazio na probu u zakazano vrijeme a oni uvijek i do 4 sata zakašnjenja.
Početkom 1980-ih Daniel je bio član Vis sastava Grešnici  i redovito svira u Globusu na Zagrebačkom velesajmu. Prate Mira Ungara u SSSR, DDR itd....  Meri Cetinić i grupa More odluče da pozovu Daniela kako bi svirao i pratio Meri Cetinić na turneji kao gitarista i prateći pjevač zbog njegovog specifičnog, visokog impostiranog vokala u veoma zahtjevnim pjevačkim dionicama na albumu "Ja sam žena".
Predsjednik Estrade Aleksandar Buić pozove Đorđa Novkovića i zamoli ga da primi Daniela i da ga čuje kako pjeva. Godine 1982. je objavio svoj prvi album Bio sam naivan.
1983. je sudjelovao na Pjesmi Eurovizije, osvojivši pjesmom Džuli 4. mjesto sa 125 bodova, a dugo je vremena tijekom glasovanja bio u igri za prvo mjesto. Pjesma se pojavila i na engleskom pod naslovom Julie i u nekoliko je europskih zemalja postala uspješnicom na top-ljestvicama. Prethodno je kao predstavnik Televizije Zagreb na Jugoviziji pobijedio ispred favorita Lepe Brene koja je predstavljala TV Novi Sad te izborio pravo predstavljati Jugoslaviju na Pjesmi Eurovizije.
Glazbu je skladao sam Danijel, stihove za tu uspješnicu napisao je Mario Mihaljević, a aranžman za taj hit radio mu je Mato Došen. LP "Džuli" prodat je u, za tadašnje prilike nevjerojatnom i do danas neponovljivoj tiraži od 800.000 primjeraka. Pjesma je bila i europski hit, ali i pored toga, Danijel nije uspio napraviti međunarodnu karijeru. U SR Njemačkoj je bila došla do 13. mjesta 23. svibnja 1983., a na ljestvici je provela 14 tjedana. Na austrijskoj je ljestvici došla do 2. mjesta 1. lipnja 1983., a ukupno je provela 12 tjedana na ljestvici. U Švicarskoj je došla do 6. mjesta 22. svibnja 1983., a na ljestvici je bila 5. tjedana. U Nizozemskoj je došla do 3. mjesta 21. svibnja 1983., a na ljestvici je provela 9. tjedana. U Norveškoj je došla do 9. mjesta 1983. godine, a na ljestvici je provela 8 tjedana. U Norveškoj je gostovao nekoliko puta, među ostalim i na nacionalnoj televiziji NRK-u, 1984. pred ZOI u Sarajevu, izvevši pjesmu Džuli i novu pjesmu Miss You.
Nastupio je i na Splitskom festivalu 1984. i 1986. godine.
Krajem 1980-ih uspješnost njegove karijere je opadala. Prvog dijela 1991. nastupio je na posljednjoj Jugoviziji pjesmom Daj obuci levisice, osvojivši 2. mjesto, s dva boda zaostatka za pobjednicom Bebi Dol.
Zadnjeg tromjesečja 1991. bio je dijelom Hrvatskog Band Aida. Ostao je u Hrvatskoj. U Zagrebu je otvorio studio i producirao za glazbenike kao Nives Celzijus. Početkom 1990-ih kao pjevač bio je pao u zapećak, tu i tamo se pojavivši s pokojom pjesmom. Iako je medijski bio vrlo malo nazočan kao pjevač, publika ga nije zaboravila. Prigodom otvaranja Trash Film Festivala, bio je dijelom glamurozne scene otvaranja.
2001. je godine sudjelovao na festivalu Sunčane skale, ne zabilježivši uspjeh.
2005. se je preselio u Crnu Goru, nadajući se buđenju svoje karijere. 2007. se je uključio u natječaj za Doru, no nije prošao do završnice.
2009. je sudjelovao reality-showu Kmetija, slovenskoj inačici Farme. 2010. je sudjelovao u hrvatskom izdanju, Farmi.
Surađivao je s poznatim hrvatskim glazbenicima i tekstopiscima. Među ta imena spadaju Đorđe Novković, Mario Mihaljević, Mato Došen, Vladimir Kočiš-Zec, Zdenko Runjić, Nenad Ninčević, Rajko Dujmić, Alka Vuica, Željko Sabol, Željko Pavičić i drugi.

## Danijelove uspješnice
Uspješnice koje je pjevao Daniel su Džuli, Ma daj obuci levisice, Đeni nosi kečke, Tina i Marina, Bio sam naivan, S tobom neću naći sreću, Loli me voli i Opasna si kao droga,Kao da ne postoji,Što sam ti srećo kriv....i druge, a zadnja veća uspješnica bila je Znam da ti si ta.

## Diskografija

### Albumi
- Singlovi
- Prvi singl"Kotorske ulice"Entuzijasti", 1976. PGPRTB               Jugoslavija
- Drugi singlBijeli taxi,               1977. JUGOTON              Jugoslavija
- Ploče
- Bio sam naivan,                       1982. JUGOTON              Jugoslavija
- Daniel Eurosong JULIA,                1983. JUGOTON              Jugoslavija
- Daniel Ma ma Mari Norway , English    1984. Arco Traiding        Norway
- Suze i smijeh,Hrvatska verzija        1984. Arco Traiding        Jugoslavija
- Lovin' That Rock'N'Roll,              1985. JUGOTON              Jugoslavija
- Tina i Marina, - platinasta                    1985. JUGOTON              Jugoslavija
- Dušu je moju uzela, - zlatna                   1986. JUGOTON              Jugoslavija
- Slomljeno srce, - platinasta                      1987. JUGOTON              Jugoslavija
- Što sam ti srećo kriv, - srebrna               1988. JUGOTON              Jugoslavija
- Daniel 23 hita,                       1989. JUGOTON              Jugoslavija
- Ma daj obuci levisice,                1991. CROATIA RECORDS      Hrvatska
- CD
- Danceland,                            1994. CROATIA RECORDS      Hrvatska
- Kao da ne postojim                    1998. ORFEJ                Hrvatska
- Vatra ljubavi,                        1999. TUTICO               Hrvatska
- Nekoć in danes,                       2003. MELOPOJA             Slovenija
- Fantazija,                            2014. CROATIA RECORDS      Hrvatska

## Filmografija
- 1989.: Hajdemo se voljeti 2
- 2005.: Congratulations: 50 Years Eurovision Song Contest (TV-film)

## Vanjske poveznice
- (nje.) Taurus Press Životopis
- hitparade.ch Eurovizijsko natjecanje
- Danijel Popović u internetskoj bazi filmova IMDb-u (engl.)